# Ina Albowitz
Ina Albowitz geb. Freytag (* 26. April 1943 in Weimar) ist eine deutsche Politikerin (FDP). Sie war von 1992 bis 1998 Parlamentarische Geschäftsführerin der FDP-Bundestagsfraktion.

## Leben und Beruf
Nach dem Besuch der Volksschule und dem Erwerb der Fachhochschulreife auf der Frauenfachschule absolvierte Ina Albowitz eine Ausbildung zur Hauswirtschafterin. Es folgten dann noch weitere Ausbildungen zur Zahnarzthelferin und zur Werbekauffrau. Danach war sie über mehrere Jahre als leitende Mitarbeiterin in mittelständischen Unternehmen tätig.
Ina Albowitz ist verwitwet und hat eine Tochter.

## Partei
Ina Albowitz trat 1975 in die FDP ein und war von 1982 bis 2002 Vorsitzende des FDP-Kreisverbandes Oberbergischer Kreis; seit 2002 ist sie Ehrenvorsitzende des Kreisverbandes. Von 1984 bis 1998 war sie daneben Mitglied des FDP-Landesvorstandes von Nordrhein-Westfalen. Von 2001 bis 2002 war sie Gründungsvorsitzende des Bundesverbandes Liberaler Senioren – „LiS@“. Sie ist seit 2019 wieder Kreisvorsitzende des FDP-Kreisverbandes Oberbergischer Kreis.

## Abgeordnete
Von 1979 bis 1991 sowie von 1999 bis 2000 gehörte sie dem Rat der Stadt Gummersbach an und war hier von 1981 bis 1991 Vorsitzende der FDP-Fraktion. Von 1989 bis 1994 gehörte sie außerdem dem Kreistag des Oberbergischen Kreises an. Sie gehört seit 2009 bis heute dem Kreistag des Oberbergischen Kreises an.
Von 1990 bis 1998 war Ina Albowitz Mitglied des Deutschen Bundestages. Hier war sie von 1992 bis 1998 Parlamentarische Geschäftsführerin der FDP-Bundestagsfraktion. Am 6. Juni 2000 trat sie als Nachrückerin für den ausgeschiedenen Abgeordneten Jürgen Möllemann erneut in den Bundestag ein. Für die Bundestagswahl 2002 wurde sie von ihrer Partei nicht mehr aufgestellt und schied daher im Oktober 2002 wieder aus dem Bundestag aus.
Sie war jeweils über die Landesliste Nordrhein-Westfalen in den Deutschen Bundestag eingezogen. Im Jahre 2009 zog sie erneut in den Oberbergischen Kreistag ein.
Unterlagen über ihre Tätigkeit im Deutschen Bundestag befinden sich im Archiv des Liberalismus der Friedrich-Naumann-Stiftung für die Freiheit in Gummersbach.

## Öffentliche Ämter
Von 1984 bis 1989 war sie stellvertretende Bürgermeisterin der Stadt Gummersbach und von 1989 bis 1994 stellvertretende Landrätin des Oberbergischen Kreises. Seit 2017 ist sie Vorsitzende des Fördervereins der Kinderklinik am Kreiskrankenhaus Gummersbach.